# Vojtovice
Vojtovice (německy Woitzdorf) jsou vesnice, která je částí obce Vlčice. Leží v Rychlebských horách 3 km jižně od Vlčic, podél Mlýnského potoka.

## Název
Od 16. do 19. století se v pramenech vesnice vyskytuje jen pod německým jménem, české jméno se objevuje až koncem 19. století (v podobě Vojtovice). V němčině převažuje podoba Woitzdorf (s pravopisnými variantami), která by ukazovala na starší (nedoložené) české Vojtěchov či Vojtěchovice. V některých dokladech se však objevuje i podoba Voigtsdorf - "Fojtova ves", které by mohlo být původní (a české jméno pak vytvořené na základě zvukové podobnosti). Mezi oběma možnostmi nelze rozhodnout s jistotou.

## Historie
Vojtovice (dříve též Vojtěchov) jsou prvně zmiňovány roku 1567 a byly založeny pravděpodobně krátce předtím, avšak na místě zaniklé stejnojmenné středověké vsi, po které zbyl kostel zmiňovaný již roku 1500. Jsou tedy nejstarší a největší z drobných osad, které vznikly okolo Vlčic. S Vlčicemi rovněž sdílely další osudy.
Vojtovice byly převážně zemědělskou vsí, roku 1836 se však zde připomíná též lisovna lněného oleje, potašovna a stoupa. Od roku 1812 zde fungovala rovněž škola.
Po II. světové válce a odsunu původních německých obyvatel byla ves dosídlena asi na 60 %, avšak poté počet obyvatel opět strmě klesal. Počet domů, který se v 19. a první polovině 20. století pohyboval kolem 45, klesl (k roku 2001) na 15. Ve vsi se zachovaly několik lidových staveb, zvonice a kaplička; jedna kaple však byla nedávno zbořena.
Na katastru Vojtovic, jižně proti proudu Mlýnského potoka, se nalézá rovněž dřevařská a pastevecká osada Nová Véska (německy Neudörfel), vzniklá kolem roku 1760. Roku 1836 zde bylo 17 domů a roku 1930 jich bylo 15. Nyní se zde nalézá jen několik budov okolo hájovny.

### Vývoj počtu obyvatel
Počet obyvatel Vojtovic podle sčítání nebo jiných úředních záznamů:
| Rok            | 1836 | 1869 | 1880 | 1890 | 1900 | 1910 | 1921 | 1930 | 1950 | 1961 | 1970 | 1980 | 1991 | 2001 |
| -------------- | ---- | ---- | ---- | ---- | ---- | ---- | ---- | ---- | ---- | ---- | ---- | ---- | ---- | ---- |
| Počet obyvatel | 395  | 345  | 343  | 355  | 302  | 256  | 282  | 276  | 149  | 113  | 79   | 61   | 35   | 42   |

1. ↑  z toho: Vojtovice 278, Nová Véska 117
2. ↑  z toho: Vojtovice 221, Nová Véska 55
3. ↑  všichni Němci a řím. kat.

Ve Vojtovicích je evidováno 24 adres : 16 čísel popisných (trvalé objekty) a 6 čísel evidenčních (dočasné či rekreační objekty). Při sčítání lidu roku 2001 zde bylo napočteno 15 domů, z toho 9 trvale obydlených.

## Zajímavosti
- Římskokatolický filiální kostel sv. Ignáce, pravděpodobně středověký, přestavěny naposledy klasicistně na přelomu 18. a 19. století (kulturní památka)[7]

## Fotogalerie

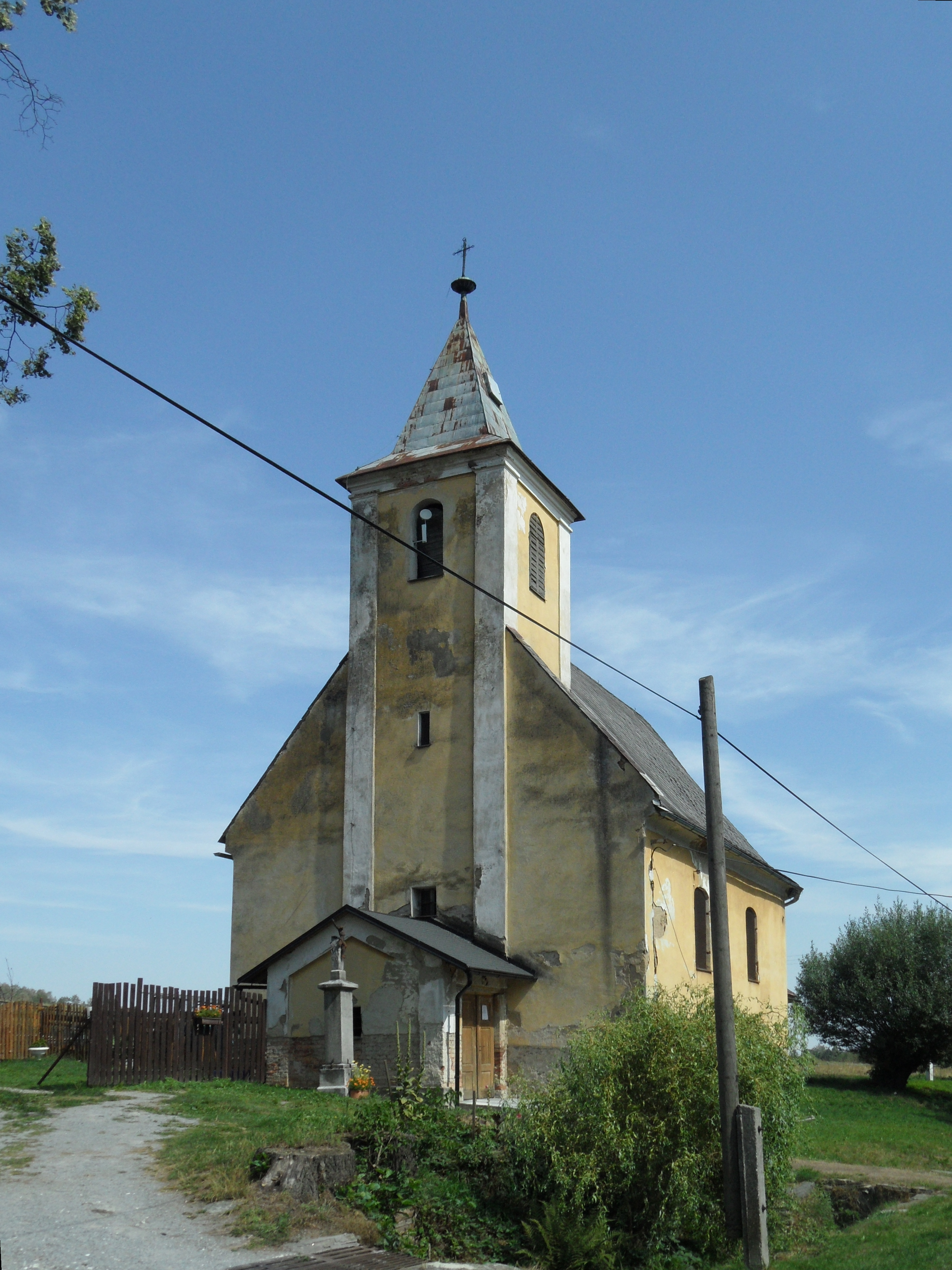
Kostel sv. Ignáce
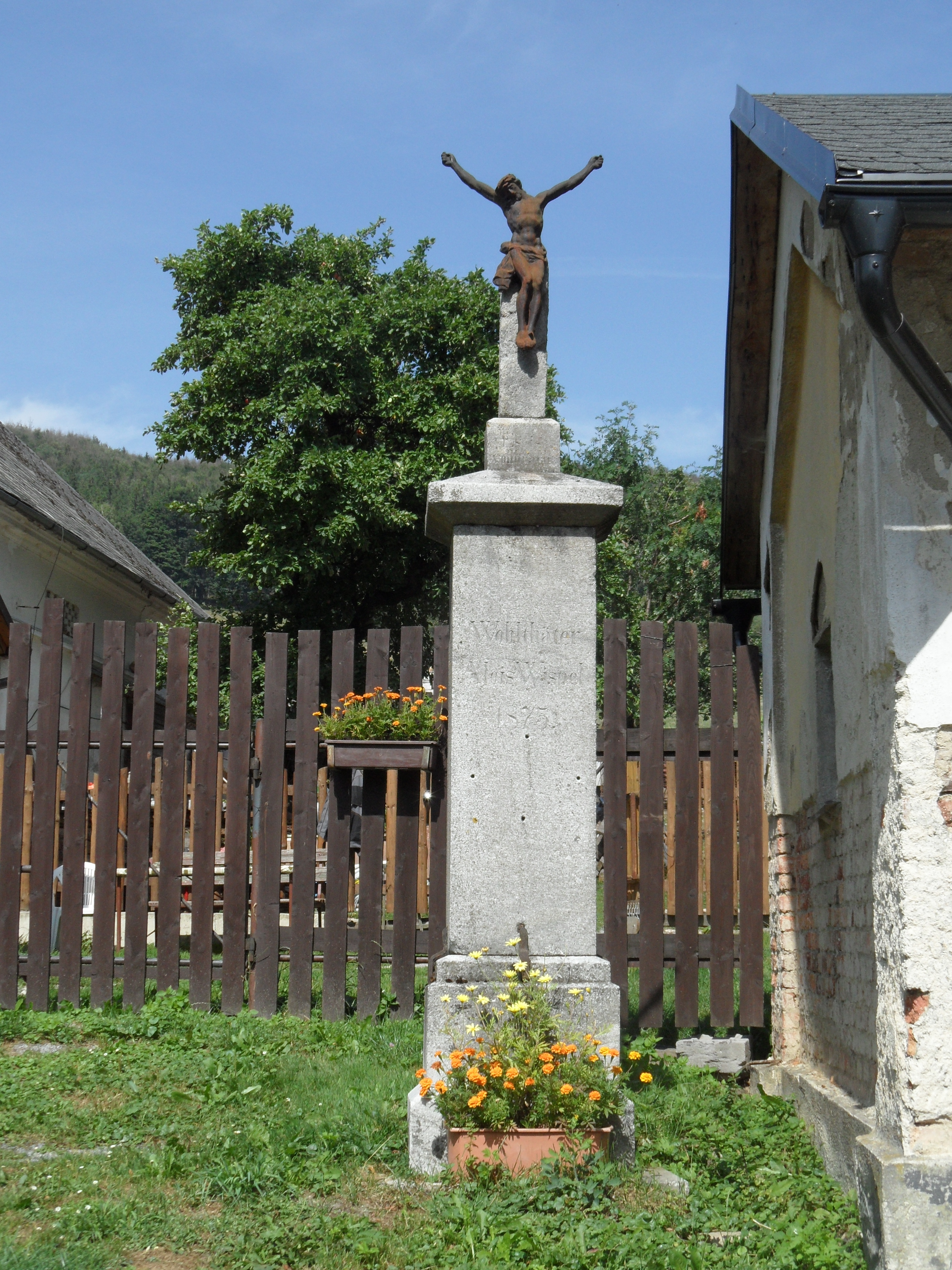
Socha
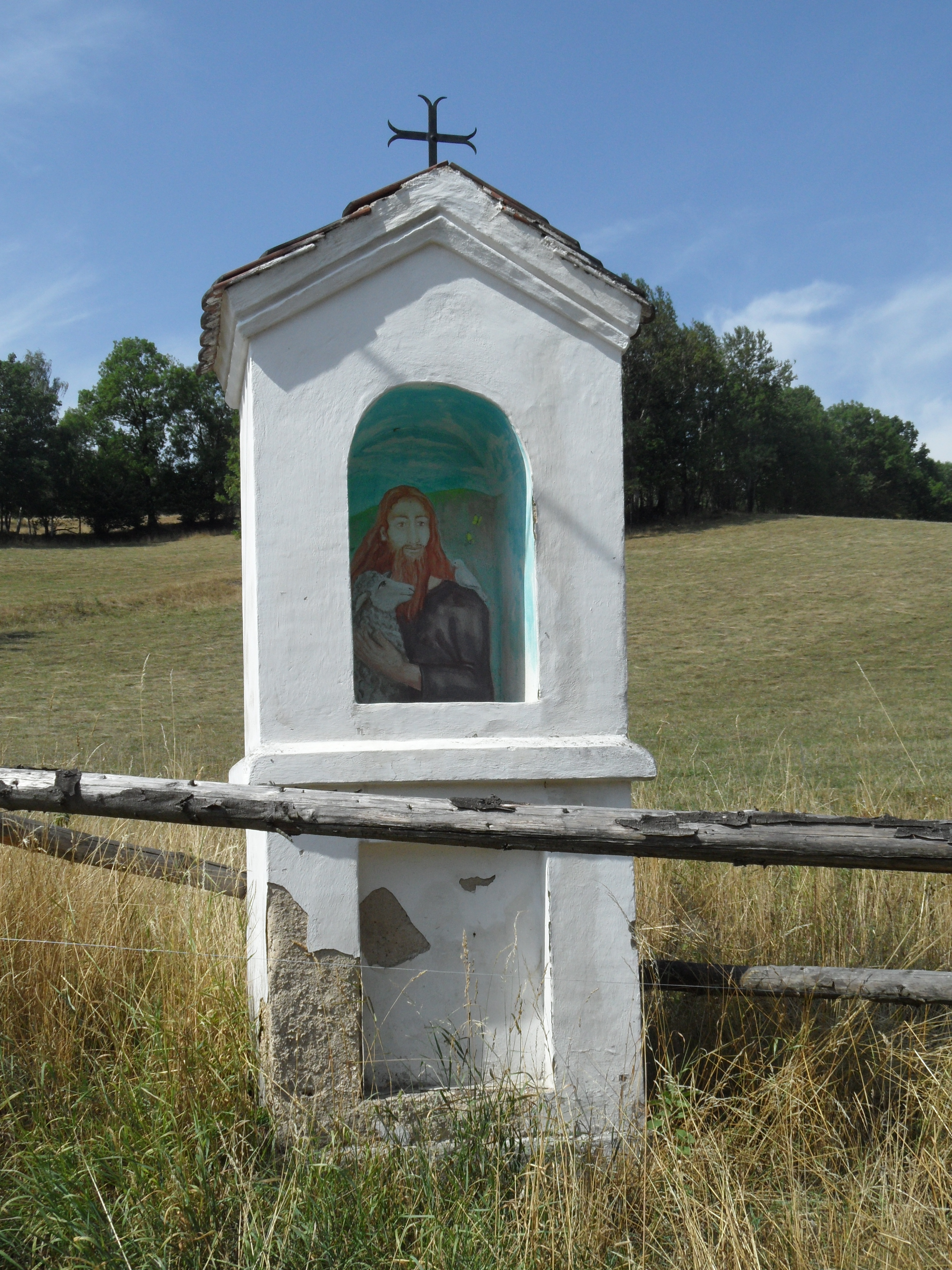
Kaplička na okraji obce
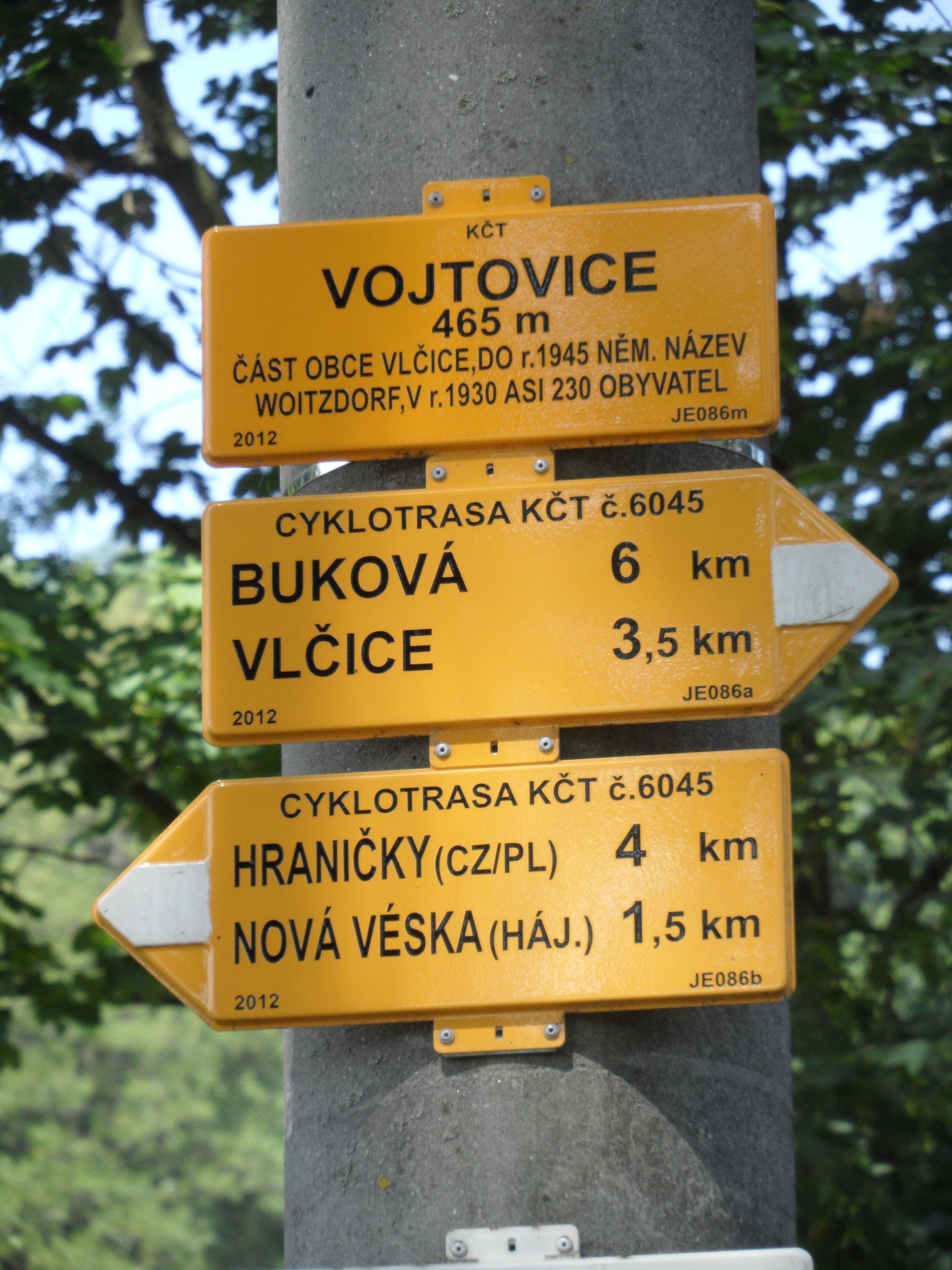
Rozcestník
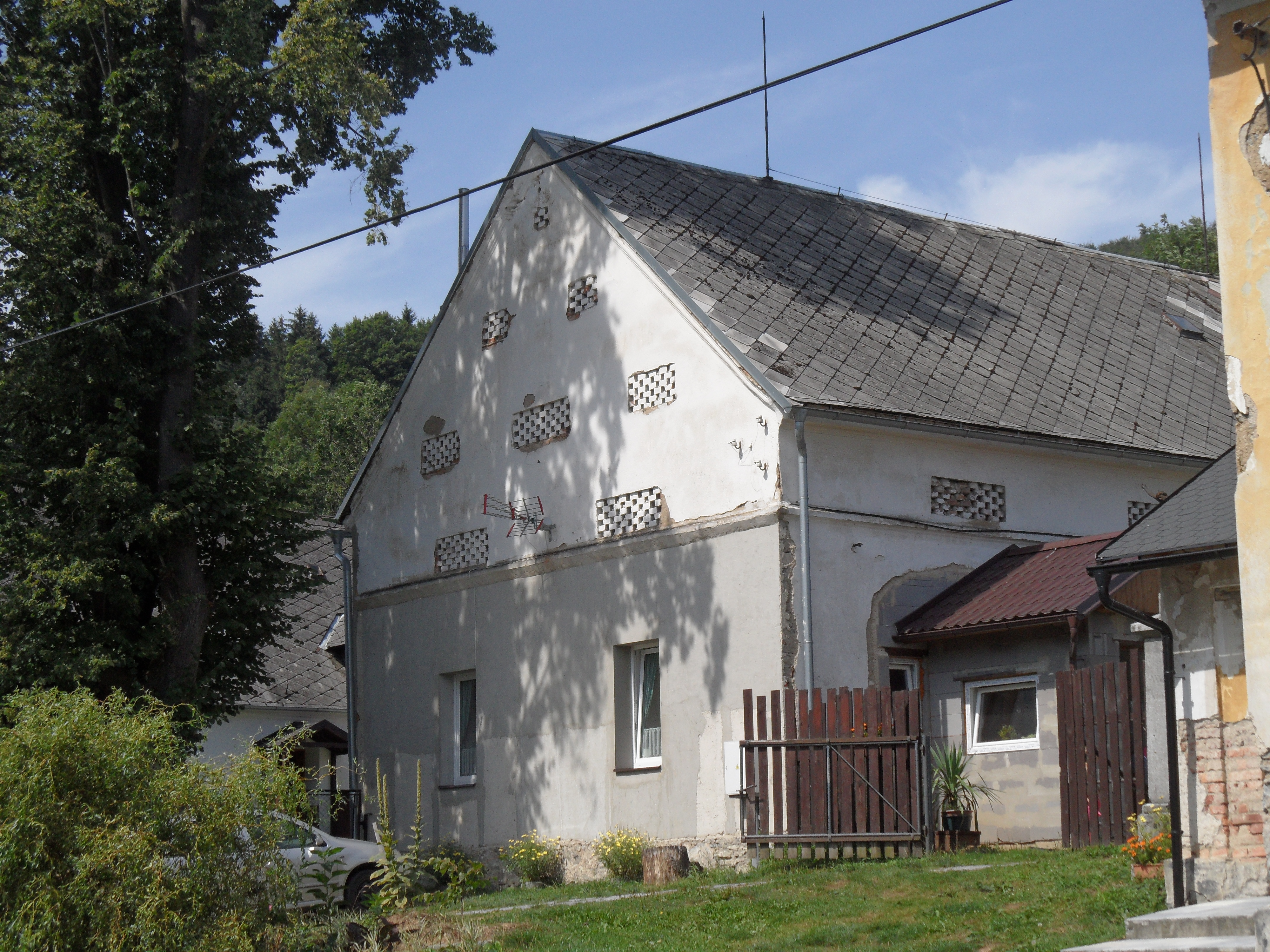
Velký dům